# Vredepolder
De Vredepolder is een natuurgebied ten zuiden van de Nederlandse plaats Barendrecht en ligt ingesloten door rivier de Oude Maas en de A29. De naam verwijst naar de voormalige Vredepolder die er lag. Anno 2020 is Staatsbosbeheer de eigenaar van het terrein en verzorgd ook het onderhoud van het natuurgebied.
Door het gebied loopt de Achterzeedijk. Deze weg was 1969 de hoofdweg tussen Rotterdam en de Hoeksche Waard. Deze weg liep via de Brug over de Oude Maas. De restanten van de brug waaronder een brugpijler, brugwachterswoning en bruggenhoofd zijn nog terug te vinden.